# Ryszard Styła

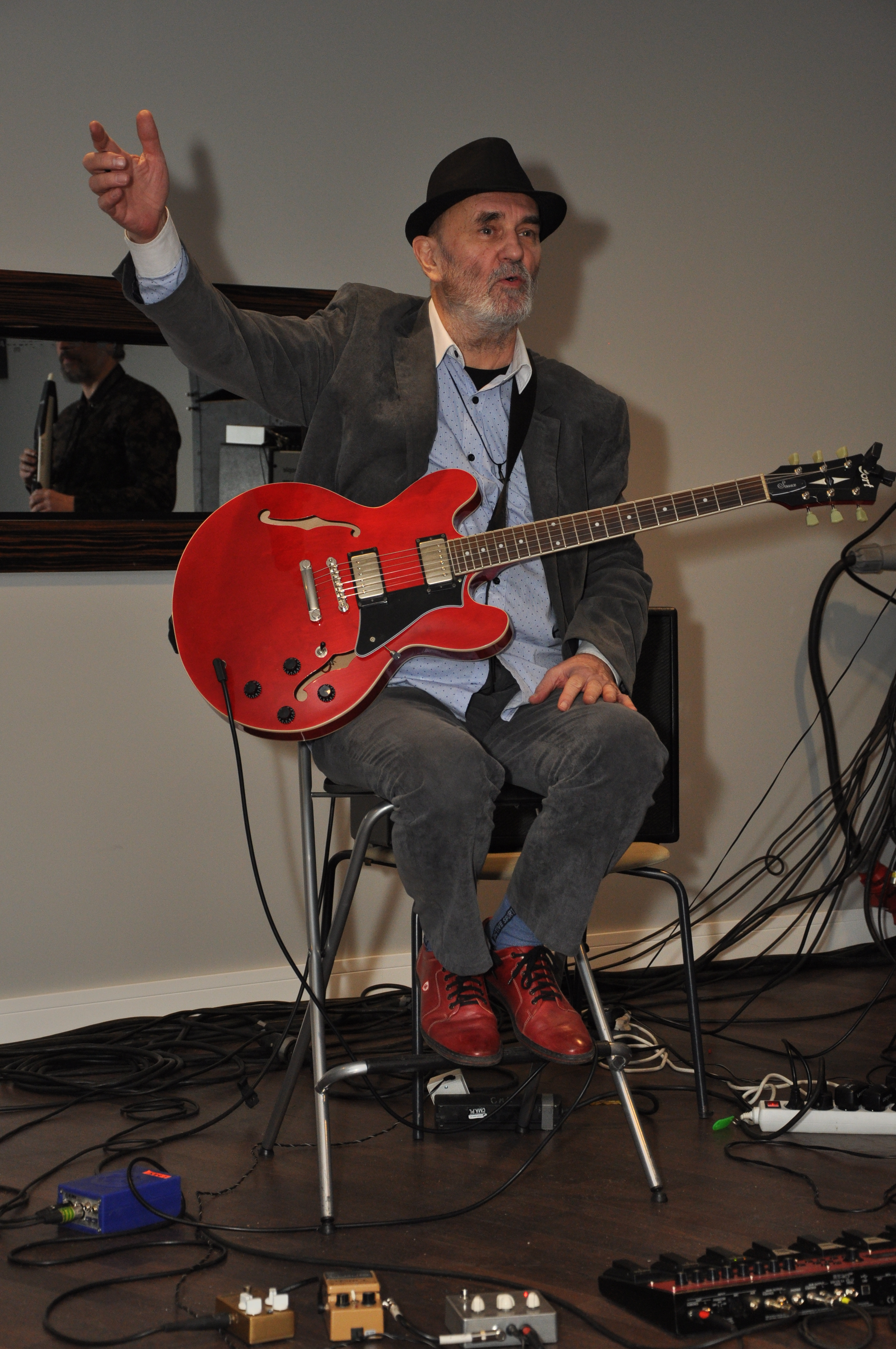
Ryszard Styla (2018)

Ryszard Styła (ur. 24 czerwca 1954 w Krakowie) – polski gitarzysta jazzowy, muzyk sesyjny, lider formacji Spectrum Session.

## Życiorys
Zaczął grać na gitarze w wieku szesnastu lat. Jego idolami byli: Jimi Hendrix, Bob Dylan, Jimmy Page i Deep Purple. Debiutował w 1972 roku jako gitarzysta w formacjach bluesowo-rockowych, m.in. System. W 1976 r. wraz z grupą Stump pod kierunkiem Wojciecha Groborza zdobył wyróżnienie na festiwalu Jazz nad Odrą we Wrocławiu. Następnie współpracował z zespołem Jazz Live w którym grali uznani jazzmani: Jerzy Bezucha, Ryszard Kwaśniewski, Marian Pawlik i Stefan Sendecki.
Zasłynął dzięki niebanalnym i wszechstronnym kreacjom artystycznym. Był członkiem legendarnych grup wywodzących się z kręgu studenckiego – Wolna Grupa Bukowina i Wały Jagiellońskie. Grał w zespole jazzu tradycyjnego Old Metropolitan Band i w jazz-rockowej formacji Dżamble z którą współpracował do końca 1981 roku. Na początku 1982 r. trafił do zespołu Laboratorium z którym współpracował przez pięć lat  i do Wałów Jagiellońskich. W kolejnych latach akompaniował piosenkarkom: Elżbiecie Adamiak, Maryli Rodowicz, Krystynie Prońko oraz piosenkarzom: Andrzejowi Zausze, Zbigniewowi Wodeckiemu i Ryszardowi Rynkowskiemu. Brał udział w projektach Vitlolda Reka i Tomasza Stańki. Nagrywał i koncertował z grupami Basspace Witolda Szczurka i Brass Time Adama Kawończyka – z zespołem Kawończyka wystąpił na festiwalu Jazz nad Odrą, gdzie zdobył nagrodę indywidualną. Ponadto współpracował z krakowskimi poetami Adamem Ziemianinem i Wojciechem Belonem.
Od 1986 roku z powodzeniem prowadzi własny zespół Spectrum Session do którego zaprasza polskie i amerykańskie sławy jazzu i bluesa, takie jak: Janusz Muniak, Jarosław Śmietana, Władysław Sendecki, Andrzej Cudzich, Jorgos Skolias, Marek Bałata, Jacek Kochan, Robert Kubiszyn, Sławomir Berny, Leszek Szczerba, Jan Pilch, Krzysztof Ścierański, Piotr Wojtasik, Cezary Konrad, Kazimierz Jonkisz, Carlos Johnson, Billy Dickens, Ernie Adams, James Cammack, Steven Hooks, czy Derrick Jones. Ponadto gitarzysta współpracuje z nowohuckim raperem i performerem Pawłem Dróżdżem (Bohater).
Styła brał udział w licznych polskich festiwalach jazzowych, takich jak: Jazz nad Odrą, Solo, Duo, Trio, Jazz Jamboree, Zaduszki Jazzowe, Warsaw Summer Jazz Days, Era Jazzu, Letni Festiwal w Piwnicy pod Baranami, katowicki Festiwal Gitary Elektrycznej, Targi Kielce Jazz Festiwal (Muzyczne Listy do Milesa Davisa). Był również gościem wielu festiwali zagranicznych, jak: Zaduszki Jazzowe w Chicago, Międzynarodowe Festiwale Jazzowe w Hanowerze, Berlinie Zachodnim, Frankfurcie, Monachium, Bazylei, Zurychu, Wiedniu, Kijowie i Göteborgu.
Muzyk ma na koncie kilka płyt autorskich. W 1999 r. razem z córką Karoliną Styłą nagrał album pt. My Favorite Songs. Nagrana wspólnie z Jarosławem Śmietaną płyta Kind Of Life z 1998 roku została uznana za jedno z najlepszych dokonań w zakresie muzyki jazzowej. Autorskie dokonania Styły oscylują wokół estetyki fusion. Artysta wypracował na wskroś indywidualny styl własnej muzycznej wypowiedzi. Jednym z jego programów jest solowy recital gitarowy pt. Świat Gitarą Malowany, który zdradza fascynacje muzyką wszystkich kontynentów. Muzyk wiele lat spędził w Kanadzie i USA, gdzie również koncertował.
We wrześniu 2012 roku odbył się koncert z okazji 40-lecia pracy artystycznej Ryszarda Styły pt. Świat gitarą i poezją malowany. Artysta w poświęcił go nieżyjącemu pieśniarzowi Wojciechowi Belonowi. Wśród zaproszonych gości znaleźli się m.in.: E. Adamiak, Wojciech Jarociński i Wacław Juszczyszyn z Wolnej Grupy Bukowina, Jerzy Filar, Grzegorz Bukała, Bogusław Mietniowski, Basia Stępniak-Wilk, Andrzej Sikorowski, Andrzej Poniedzielski, Marcin Daniec.

## Dyskografia

### Płyty autorskie
- 1993 – Mój rodzinny blues
- 1994 – Blues, Blues, Blues (są dwa różne wydania: pierwsze nakładem Styła & Styła 2.000 egz. oraz wydanie Majer Multi Media 500 egz.)
- 1997 – Guitar Spectrum of Music (z zespołem Spectrum Session)[9]
- 1998 – Kind of Life (z Jarosławem Śmietaną)[10]
- 2008 – 8 Years Ago (z zespołem Spectrum Session)[11]
- 2010 – Memorial To Miles: Nomadic Guitarist - A Guitar Coloured World (DVD)[12]
- 2013 – JazzEwoLucJe (jako duet Bohater & Styla)[13]
- 2017 – Nuty z Ponidzia – Nuty z Krakowa[14][15]

### Kompilacje
- 2011 – Pieśni łagodnych – Koncert piosenek Wojtka Bellona (CD/DVD) (koncert pt. Pieśni Łagodnych poświęcony postaci i twórczości Wojciecha Belona w 25 rocznicę jego śmierci, odbył się 17.11.2010 w Centrum Kultury Rotunda w Krakowie)[16]
- 2012 – Świat Gitarą Malowany / Cztery Dekady / Cztery Płyty (4 CD) – zbiorowa reedycja płyt: Mój rodzinny blues, Blues, Blues, Blues, Guitar Spectrum of Music,  8 Years Ago[17][18]

### Inne nagrania
Z zespołem Wawele:
- 1976 – Daj Mi Dzień

Z zespołem Laboratorium:
- 1982 – The Blue Light Pilot
- 1984 – No. 8
- 1986 – Anatomy Lesson
- 2006 Anthology 1971-1988 (10 CD BOX)

Z zespołem Basspace:
- 1984 – Witold Szczurek Basspace
- 1985 – 555555

Z zespołem Wały Jagiellońskie:
- 1985 – Dziękujemy za umożliwienie
- 1988 – Wały Jagiellońskie 1978-1988

Z Elżbietą Adamiak:
- 1986 – Do Wenecji stąd dalej co dzień

Z Elżbietą Adamiak i Andrzejem Poniedzielskim:
- 1987 – Elżbieta Adamiak & Andrzej Poniedzielski – Live[21]

Z zespołem Little Egoists:
- 1996 – 10 Years

Z Karoliną Styłą
- 1999 – My Favorite Songs